# Festival de Cine de Cartagena (España)
El Festival Internacional de Cine de Cartagena (España), también conocido como FICC, es un certamen cinematográfico de carácter internacional que se lleva a cabo desde el año 1972 en la ciudad de Cartagena. Es el certamen cinematográfico más antiguo de la Región de Murcia.

## Historia
La idea surge en el año 1971 del C.N. de la Armada Antonio Gadea Asensi, y al año siguiente se convoca la primera Semana Internacional de Cine Naval, de la mano del Centro de Iniciativas y Turismo de Cartagena, acogiendo una idea que estaba en la mente de muchos, que era ofrecer un homenaje a los hombres y mujeres de la Mar, tan entrañablemente enraizados en la ciudad, de la que forman parte y a la que dan unas características especiales. En 1976 el certamen pasó a denominarse Semana Internacional de Cine Naval y del Mar, y ya, algunos años después, en 2005 cambió su denominación por la de Festival Internacional de Cine de Cartagena, por lo que dejó de ser un certamen temático para ser un festival cinematográfico general.
El primer presidente que tuvo el Festival de Cine fue Mariano Carles Egea, y su primer director Rafael Rodríguez Martínez.
El festival se realiza anualmente en el mes de diciembre por la Asociación del Festival de Cine de Cartagena, otorgando el trofeo Carabela de Plata "Ciudad de Cartagena" al mejor de los filmes presentados en la Sección Oficial de Cortometrajes, así como los premios Submarino Peral a la Mejor Dirección, al Mejor Guion y a la Mejor Fotografía. En la Sección MURcine, dedicada a los jóvenes realizadores de la Región de Murcia se premia también el mejor cortometraje con el trofeo referencia del festival, la Carabela de Plata "Ciudad de Cartagena". En cuanto a la Sección Oficial de Largometrajes, la mejor película es galardonada con el Premio Jurado Joven, formado por estudiantes de la Universidad Politécnica de Cartagena y del Centro Asociado de la UNED en Cartagena.

## Características
Durante el festival se exhiben alrededor de unas 60 obras audiovisuales, divididas en las diferentes secciones que forman el conjunto del mismo. También se han realizado distintas actividades y talleres relacionados con el mundo del cine a lo largo de los 40 años de historia del festival.

### Secciones y Categorías
- Sección Oficial de Largometrajes: En donde se proyectan largometrajes internacionales de calidad, y que no han sido estrenados en salas comerciales de la ciudad y del entorno. El mejor largometraje es galardonado con el “Premio Jurado Joven” otorgado por votación de los alumnos de la Universidad Politécnica de Cartagena y de la UNED
- Sección Oficial de Cortometrajes: En esta sección se proyectan los cortometrajes seleccionados para competir. Es de carácter internacional, y la película ganadora es galardonada con la  Carabela de Plata “Ciudad de Cartagena” , que está dotado con una suma de 3.000 euros. En esta sección también se premia a la mejor fotografía, al mejor guion y a la mejor dirección con el premio “Submarino Peral”
- Sección MURcine: Dedicado especialmente a los realizadores de cortometrajes de la Región de Murcia. El ganador de esta sección competitiva es galardonado con la  Carabela de Plata “Ciudad de Cartagena”  y una remuneración económica de 1.500 euros.
- Sección Cuento Animado: Se proyectan largometrajes de animación, que son disfrutados por un gran número de niños de la Comarca de Cartagena. Esta sección no es competitiva.
- Sección Documental: A lo largo de la historia del festival se han proyectado infinidad de documentales relacionados, en un principio, con la temática marinera. Posteriormente, el  FICC se centró principalmente en documentales de temática social. Esta sección no es competitiva.

### Cursos, talleres y actividades paralelas
A lo largo de los 40 años del festival se han realizado multitud de actividades paralelas, relacionadas en su mayoría con la temática cinematográfica, tales como pueden ser el cine a la carta, los talleres de guion, mesas redondas sobre temática fílmica, proyecciones paralelas, los llamados “Aperitivos FICC”, etc.
En este último año el FICC colaboró en el curso "Cine Concentrado", organizado por la FAVCAC (Federación de Asociaciones de Vecinos de Cartagena). El curso se realizó durante tres semanas y los alumnos se acercaron al cine por medio del guion, la dirección, la producción, el rodaje y la postproducción. Como trabajo final, los alumnos rodaron un corto que se proyectó en el FICC/39.
Así mismo, también se realizó un exposición artística multidisciplinar denominada “No me cuentes películas” y cuya temática principal era el mundo del cine y sus películas.

## Carabela de Plata “Ciudad de Cartagena"
Películas que han obtenido el máximo galardón del festival:
| Año  | Producción Premiada              | País de origen                   |
| ---- | -------------------------------- | -------------------------------- |
| 1972 | Oceano                           | Italia                           |
| 1973 | Desierto                         |                                  |
| 1974 | The day of the dolphin           | Estados Unidos                   |
| 1975 | Las balsas                       | Estados Unidos                   |
| 1976 | More                             | Checoslovaquia                   |
| 1977 | Marinas                          | España                           |
| 1978 | The Brendan Voyage               | Gran Bretaña                     |
| 1979 | Smuga Cienia                     | Polonia                          |
| 1980 | Coral and Company                | Australia                        |
| 1981 | Simplicio                        | Venezuela                        |
| 1982 | Un Barco para Singapour          | Rumania                          |
| 1983 | El tigre de los siete mares      | Italia                           |
| 1984 | Las fuentes del sol              | Egipto                           |
| 1985 | Cuando el río crece              | Estados Unidos                   |
| 1986 | Cocoon                           | Estados Unidos                   |
| 1987 | El Rabil                         | España                           |
| 1988 | El Gran Azul                     | Estados Unidos                   |
| 1989 | The Abyss                        | Estados Unidos                   |
| 1990 | Cuando vuelan las Ballenas       | Estados Unidos                   |
| 1991 | Esta edición no fue competitiva. | Esta edición no fue competitiva. |
| 1992 | Mediterraneo                     | Italia                           |
| 1993 | El aliento del diablo            | España                           |
| 1994 | La leyenda del viento del norte  | España                           |
| 1995 | Moriras en Chafarinas            | España                           |
| 1996 | El cartero y Pablo Neruda        | Italia-Francia                   |
| 1997 | Jude                             | Gran Bretaña                     |
| 1998 | La camarera del Titanic          | España                           |
| 1999 | El abuelo                        | España                           |
| 2000 | Un día bajo el sol               | Noruega-Francia-España           |
| 2001 | You're the one                   | España                           |
| 2002 | La fiebre del loco               | España-Chile                     |
| 2003 | La casa de mi vida               | Estados Unidos                   |
| 2004 | Lejano                           | Turquía                          |
| 2005 | El arco                          |                                  |
| 2006 | After de Wedding                 |                                  |
| 2007 | El baño de papá                  |                                  |
| 2008 | Esta edición no fue competitiva  | Esta edición no fue competitiva  |